# Веслоніс американський
Веслоніс американський, або північноамериканський (Polyodon spathula) — прісноводна риба з ряду осетереподібних, єдиний представник монотипового роду Веслоніс (Polyodon). Переважно живе в озері Ері та річці Міссісіпі, а також у деяких річках, що впадають у Мексиканську затоку. Єдиний вид осетроподібних, що живиться планктоном, фітопланктоном і детритом, плаває з постійно відкритим ротом відціджує його зябровими щетинками. Також живиться двостулковими і Ракоподібними.
Довжина сягає 2 м, а маса — 75 кг. Має рострум веслоподібної форми, який складає близько третини всієї довжини тіла. Вважається, що цей ніс має чутливі електрорецептори для виявлення поживи, а також для навігації під час міграцій до нерестовищ. Нерест починається у квітні — травні, коли температура води рівна +14…+16 °C. Ікру відкладає на ґрунт на глибині близько 5 метрів (82—290 тисяч ікринок). Під час нересту часто утворює великі скупчення.
Через м'ясо та ікру має важливе промислове значення в Північній Америці.

## Розмноження
Ознакою, яка свідчить про готовність самок до нересту, є опукле, відвисле і м'яке черевце. Самці у переднерестовий період мають добре виражений «шлюбний» наряд, тобто, «перлові» висипи переважно на голові і рострумі. Для визначення готовності самок до нересту застосовують біопсію, тобто щупом, під гострим кутом до поверхні тіла, роблять прокол у черевній порожнині на глибину 6-8 см і дістають кілька ікринок, які на 1-2 хв опускають у киплячу воду. Потім ікринки виймають і розрізають навпіл. За розташуванням зародкового диску визначають ступінь її зрілості. У самок, готових до нересту, ядро лежить щільно біля оболонки.
Для стимулювання дозрівання плідників використовують гіпофізи осетрових риб.

## Веслоніс північноамериканський в Україні
Перша спроба інтродукції веслоноса із США в Україну відбулася у 1974 р. На початку 1980-х р.р. через аварійну ситуацію весь вирощений матеріал був втрачений. Вдруге ембріони веслоноса були завезені у 1991 р. із Росії, де до того часу вже почалися роботи з відтворення. Спочатку ними займався Одеський рибкомбінат, а з 2000 р. веслоніс з'явився у водоймах рибного господарства «Черкасирибгосп». Станом на 2008 рік багато рибних господарств України займаються вирощуванням веслоносів, а Одеський рибкомбінат, та «Черкасирибгосп» отримали статус репродукторів.
В липні 2023 року в Запоріжжі рибалки спіймали веслоноса у Дніпрі. Оскільки веслоносів в Україні тримають у штучних умовах, рибина могла з’явитися у Дніпрі кількома шляхами: із охолоджувачів Запорізької АЕС в Енергодарі, де їх штучно розводили, зайти із Чорного моря або внаслідок руйнування Каховської ГЕС міг бути зруйнований ставок у Херсоні, де до цього розводили цей вид риб.

## Господарське значення

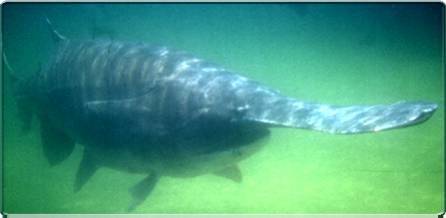
Polyodon spathula

Планктоноїдний веслоніс спокійно уживається в загальних водоймах з іншими рибами: коропом, товстолобом і білим амуром. При цьому має ті ж цінні смакові якості, що й інші осетрові. Енергетична цінність його м'яса близька з м'ясом білуги, делікатесна чорна ікра ні в чому не поступається власне осетровій. А відсутність дрібних кісток і луски, а також високий (понад 60%), вихід м'яса і зручність у переробці дозволяє вважати веслоноса однією з найцінніших прісноводних риб.